# Josef Sommer
Maximilian Josef Sommer (ur. 26 czerwca 1934 w Greifswald w Niemczech) – amerykański aktor filmowy i telewizyjny.

## Życiorys

### Wczesne lata
Urodził się w Greifswald w Niemczech. Dorastał w Karolinie Północnej, gdzie jego ojciec Clemons Sommer był profesorem historii na Uniwersytecie. Gdy miał dziewięć lat po raz pierwszy wystąpił na scenie w sztuce Lillian Hellman Straż nad Renem z Carolina Playmakers w Chapel Hill. Uczęszczał do Carnegie Institute of Technology, przed udziałem w Amerykańskim Festiwalu Szekspirowskim w Stratford w Connecticut. Po ukończeniu szkoły, związał się przez kilka lat z Seattle Repertory Theater. W 1970 roku zadebiutował na Broadwayu.

### Kariera
Jego debiutem ekranowym była rola prokuratora okręgowego w filmie sensacyjnym Dona Siegela Brudny Harry (1971) z Clintem Eastwoodem. Potem Steven Spielberg zaangażował go do dramatu sci-fi Bliskie spotkania trzeciego stopnia (1977). W filmie kryminalnym Petera Weira Świadek (1985) był przełożonym Harrisona Forda. 
Sommer został obsadzony w ponad 100 różnych ról charakterystycznych, m.in. jako skorumpowany polityk lub brudny biznesmen. Grał amerykańskiego prezydenta w czterech różnych filmach; Gerald Ford w Historia Betty Ford (The Betty Ford Story, 1987), Franklin D. Roosevelt w The Kennedys of Massachusetts (1990), Woodrow Wilson w Kroniki młodego Indiany Jonesa - Paris, May 1919 (1993) i X-Men: Ostatni bastion (2006).

## Filmografia

### Filmy fabularne
- 1971: Brudny Harry (Dirty Harry) jako Rothko
- 1975: Żony ze Stepford (The Stepford Wives) jako Ted Van Sant
- 1977: Bliskie spotkania trzeciego stopnia (Close Encounters of the Third Kind) jako Larry Butler
- 1978: Historia Olivera (Oliver's Story) jako dr Dienhart
- 1981: Bez złych intencji (Absence of Malice) jako McAdam
- 1981: Czerwoni (Reds) jako urzędnik Departamenta Stanu
- 1982: W nocnej ciszy (Still of the Night) jako George Bynum
- 1982: Wybór Zofii (Sophie's Choice)
- 1982: Hanky Panky czyli ważna sprawa (Hanky Panky) jako Adrian Pruitt
- 1983: Silkwood jako Max Richter
- 1984: Człowiek z lodowca (Iceman) jako Whitman
- 1985: D.A.R.Y.L. jako dr Jeffrey Stewart
- 1985: Braterska miłość (Brotherly Love, TV) jako
- 1985: Świadek (Witness) jako Komendant Paul Schaeffer
- 1985: Egzekucja Raymonda Grahama (The Execution of Raymond Graham, TV) jako Jim Neal
- 1989: Wszystko jest możliwe (Chances Are) jako Judge Fenwick
- 1990: Kiedy będę kochana? (When Will I Be Loved?, TV) jako Martin Ransil
- 1991: Cienie we mgle (Shadows and Fog) jako ksiądz
- 1992: Obywatel Cohn (Citizen Cohn, TV) jako Albert Cohn
- 1992: Potężne Kaczory (The Mighty Ducks) jako Gerald Ducksworth
- 1992: Szara rzeczywistość/Amerykańska historia (An American Story, TV) jako Henry Meade
- 1993: Pełnia zła (Malice) jako Lester Adams
- 1994: Nie wkładaj palca między drzwi (Don't Drink the Water, TV) jako Ambasador Magee
- 1994: Naiwniak (Nobody's Fool) jako Clive Peoples Jr.
- 1995: Kansas (TV) jako Joseph 'Joe' Farley
- 1995: Dziwne dni (Strange Days) jako Palmer Strickland
- 1995: Księżyc i Valentino (Moonlight and Valentino) jako Thomas Trager
- 1996: Komora (The Chamber) jako Phelps Bowen
- 1996: Pod wiatr (Hidden in America, TV) jako Edward Millerton
- 1996: Mistrial (TV) jako Nick Mirsky
- 1998: Grzeszna propozycja (The Proposition) jako ojciec Dryer
- 1998: Senator Bulworth (Bulworth) jako lekarz
- 1998: Lulu na moście  (Lulu on the Bridge) jako Peter Shine
- 1998: Patch Adams jako dr Eaton
- 1999: Polowanie na jednorożca (The Hunt for the Unicorn Killer, TV) jako człowiek firmy
- 2000: Shaft jako Curt Fleming
- 2000: Family Man (The Family Man) jako Peter Lassiter
- 2000: Układ prawie idealny (The Next Best Thing) jako Richard Whittaker
- 2002: W poszukiwaniu raju (Searching for Paradise) jako Carl Greenslate
- 2002: Suma wszystkich strachów (The Sum of All Fears) jako senator Jessup
- 2006: Król słoni (The Elephant King) jako Bill Hunt
- 2006: X-Men: Ostatni bastion (X-Men: The Last Stand) jako prezydent
- 2007: Inwazja (The Invasion) jako dr Henryk Belicec
- 2008: Stan spoczynku (Stop-Loss) jako senator Orton Worrell
- 2010: Policja zastępcza (The Other Guys) jako D.A. Radford

### Seriale TV
- 1979: Szkarłatna litera (The Scarlet Letter) jako Nathaniel Hawthorne
- 1986: Strach na wróble i pani King (Scarecrow and Mrs. King) jako Raoul Nesbitt
- 1989: McCall jako Ernest Rasher
- 1990: Kennedys of Massachusetts jako Franklin D. Roosevelt
- 1991: Kobieta o imieniu Jackie (A Woman Named Jackie) jako Joseph Kennedy Sr.
- 1993: Kroniki młodego Indiany Jonesa (The Young Indiana Jones Chronicles) jako Woodrow Wilson
- 1996: Prawo i bezprawie (Law & Order: Trial by Jury) jako sędzia Lawrence Hellman
- 1997: Zdarzyło się jutro (Early Edition) jako John Dobbs
- 2000: Prawo i bezprawie (Law & Order: Trial by Jury) jako Patrick Rumsey
- 2001: Ally McBeal jako Henry Thompson
- 2001: Powrót do Providence (Providence) jako Thomas Wheelock
- 2002: Benjamin Franklin (dokumentalny) jako Cotton Mather
- 2003: Prawo i porządek: Zbrodniczy zamiar (Law & Order: Criminal Intent) jako Spencer Durning
- 2004: Prezydencki poker (The West Wing) jako Steve Gaines
- 2004: Bez śladu (Without a Trace) jako Peter Ducek